# Vayres (Haute-Vienne)
Vayres település Franciaországban, Haute-Vienne megyében. Lakosainak száma 708 fő (2022. január 1.). Vayres Pressignac, Chéronnac, Oradour-sur-Vayres, Rochechouart, Saint-Auvent, Saint-Bazile és Videix községekkel határos.

## Népesség
A település népessége az elmúlt években az alábbi módon változott:
| Lakosok száma | 822  | 776  | 839  | 750  | 741  | 734  | 725  | 717  | 708  |
|               | 2013 | 2015 | 2016 | 2017 | 2018 | 2019 | 2020 | 2021 | 2022 |